# Leptechioceras
Leptechioceras es un género extinto de amonites.